# Auguste Vinson
Jean-Dominique-Philippe-Auguste Vinson (Sainte-Suzanne, 4 de agosto de 1819 - Saint-Denis, 27 de agosto de 1903, Saint-Denis, Reunião) foi um médico e naturalista francês, nascido na ilha Reunião. Seu pai, François-Auguste Vinson (1791-1851), foi um notável médico e político.
Ele foi educado em Saint-Denis, Nantes e Paris, onde estudou medicina com a orientação de Alfred Velpeau. Depois de terminar seus estudos na França, ele retornou a Saint-Denis, na ilha Reunião.
Em 1862 Vinson foi enviado para Madagascar por Napoleão III para assistir à coroação de Radama II. Enquanto esteve lá, conduziu investigações importantes da flora e da fauna das ilhas.
Como um naturalista, ele é conhecido por sua pesquisa sobre espécies Araneidae, nativas de Madagascar, Reunião e Maurício. Vinson também é creditado por ter sido o primeiro cientista a cultivar sucessivamente o cinchona na ilha da Reunião. Vinson era um membro correspondente da Académie des Sciences.

## Obras selecionadas
- Aranéides des 'îles La Réunion, Maurice et Madagascar, avec 14 planches contenant 118 figures dessinées d'aprés nature, 1863 - Araneidae native to Réunion, Mauritius and Madagascar.
- Voyage à Madagascar au couronnement de Radama II, 1865 - Voyage to Madagascar for the coronation of Radama II.
- Mémoire sur les essais d'acclimatation des arbres à quinquina à l'île de la Réunion, 1875 - On acclimation of cinchona trees on Réunion.
- "Faune détruite. Les Aepiornidés et les Huppes de l’île Bourbon", 1877. Bulletin Hebdomadaire de l’Association Scientifique de France 20, 327–331.
- Salazie; ou, Le piton d'Anchaine, légende créole, 1888.
- Notes publiées par le Docteur Auguste Vinson, sur la Flore de l'île de la Réuni/on, 1896 - Published notes of Dr. Vinson in regards to the flora of Réunion.[2]